# Конёво (Вашкинский район)
Конево — деревня в Вашкинском районе Вологодской области.
Входит в состав Роксомского сельского поселения, с точки зрения административно-территориального деления — в Роксомский сельсовет.

## География
Расстояние по автодороге до районного центра Липина Бора — 31 км, до центра муниципального образования деревни Парфеново — 5 км. Ближайшие населённые пункты — Березник, Здыхально, Сальниково.

## История
В 1963 году указом Президиума Верховного Совета РСФСР деревня Сталино переименована в Конёво.

## Население
| 2010 |
| ---- |
| 9    |

По переписи 2002 года население — 33 человека (19 мужчин, 14 женщин). Всё население — русские.